# Turka (Baikalsee)
Die Turka (russisch Турка) ist ein Zufluss des Baikalsees in der russischen Republik Burjatien in Sibirien.
Die Turka entspringt am Westhang der Ikat-Gebirge. Von dort fließt sie in überwiegend westlicher Richtung durch das Bergland und erreicht nach 272 km am gleichnamigen Ort den Baikalsee. Die Turka entwässert ein Areal von 5870 km². Ihr Einzugsgebiet grenzt im Norden an das des Bargusin, im Süden an das der Kurba. 26 km oberhalb der Mündung beträgt der mittlere Abfluss 50 m³/s.